# Raul Bopp
Raul Bopp (Vila Pinhal, 4 de agosto de 1898 – Rio de Janeiro, 2 de junho de 1984) foi um poeta modernista e diplomata brasileiro.
Participou da Semana de Arte Moderna ao lado dos amigos Tarsila do Amaral e Oswald de Andrade. Seu livro Cobra Norato é considerado o mais importante do Movimento Antropófago.

## Biografia
Nascido numa família descendente do primeiro grupo de imigrantes alemães a aportar no Brasil em 1824, no estado do Rio Grande do Sul, no distrito de Vila Pinhal, então pertencente ao município de Santa Maria (e atual Itaara), fundou dois semanários em Tupanciretã (cidade gaúcha para onde se mudou com a família nos primeiros meses de vida), nos quais expunha sua veia literária. Cursou direito entre 1918 e 1925, em diversas faculdades do país, até formar-se. Viajou, então, por todo o Brasil, tendo conhecido, sobretudo, a Amazônia, base para a construção de sua obra-prima, "Cobra Norato". 
Integrou o grupo paulista do modernismo, de cujas correntes verde-amarelas ("Pau-Brasil") e antropofágicas fez parte. Sempre conviveu em ambientes literários, sendo amigo de autores consagrados como Jorge Amado e Carlos Drummond de Andrade. 
"Cobra Norato" é considerado seu principal livro e obra mais importante do movimento antropofágico. A obra ostenta a grandeza do mundo em formação que é o Amazonas. Pela força de suas descrições, pelo lirismo que informa o poema, pelo seu aproveitamento das raízes populares, é um documento de valor definitivo do Modernismo brasileiro. Sendo uma importante obra relacionada ao Primitivismo do primeiro modernismo brasileiro, apresenta forma inspirada nas vanguardas europeias, especialmente na forma de compor cubista.
Por volta de 1917, fundou os semanários "O Lutador" e "Mignon", em Tupanciretã, no Rio Grande do Sul. Cursou Direito, entre 1918 e 1925, em Porto Alegre, Recife, Belém e Rio de Janeiro; frequentado cada ano letivo em uma capital.
Na década de 1920 percorreu a Amazônia, e em 1922 participou na Semana de Arte Moderna, em São Paulo. Passou a integrar, com Oswald de Andrade, Tarsila do Amaral e Antônio Alcântara Machado, os movimentos Pau-Brasil e Antropofágico.
Em 1931 lançou "Cobra Norato", seu primeiro livro de poesia e um dos mais importantes do modernismo. Nele, o poeta cria um drama épico e mitológico nas selvas amazônicas, incorporando à estrutura do verso livre elementos do folclore e da fala regional.
Em "Urucungo" (1932), Bopp volta-se para a cultura africana e sua influência na formação histórica do Brasil, traçando uma viagem das aldeias às margens do rio Congo à realidade das favelas.
Como jornalista e diplomata, de 1942 a 1973, viveu em Los Angeles (EUA), Berna (Suíça), Lima (Peru), Rio de Janeiro (RJ), Brasília (DF) e Porto Alegre (RS).
Publicou, entre outros, os livros em prosa "América, Notas de um Caderno sobre o Itamaraty", "Movimentos Modernistas no Brasil: 1922/1928", "Memórias de um Embaixador", "Bopp Passado a Limpo por Ele Mesmo", "Vida e Morte da Antropofagia" e "Longitudes".
Sua obra poética inclui "Poesias" (1947) e "Mironga e Outros Poemas" (1978). Depois da primeira publicação, "Cobra Norato" teve novas edições em vida do autor que, a cada uma delas, fazia alterações no texto original.
Foi Bopp quem deu o apelido de Pagu à escritora e jornalista Patrícia Rehder Galvão, figura importante na história cultural brasileira pelas participações em movimentos culturais e relações com artistas modernistas. Raul Bopp criou o apelido ao imaginar erroneamente que o nome verdadeiro de Pagu fosse Patrícia Goulart.